# Callithrix geoffroyi
Callithrix geoffroyi là một loài động vật có vú trong họ Cebidae, bộ Linh trưởng. Loài này được Humboldt mô tả năm 1812.

## Hình ảnh

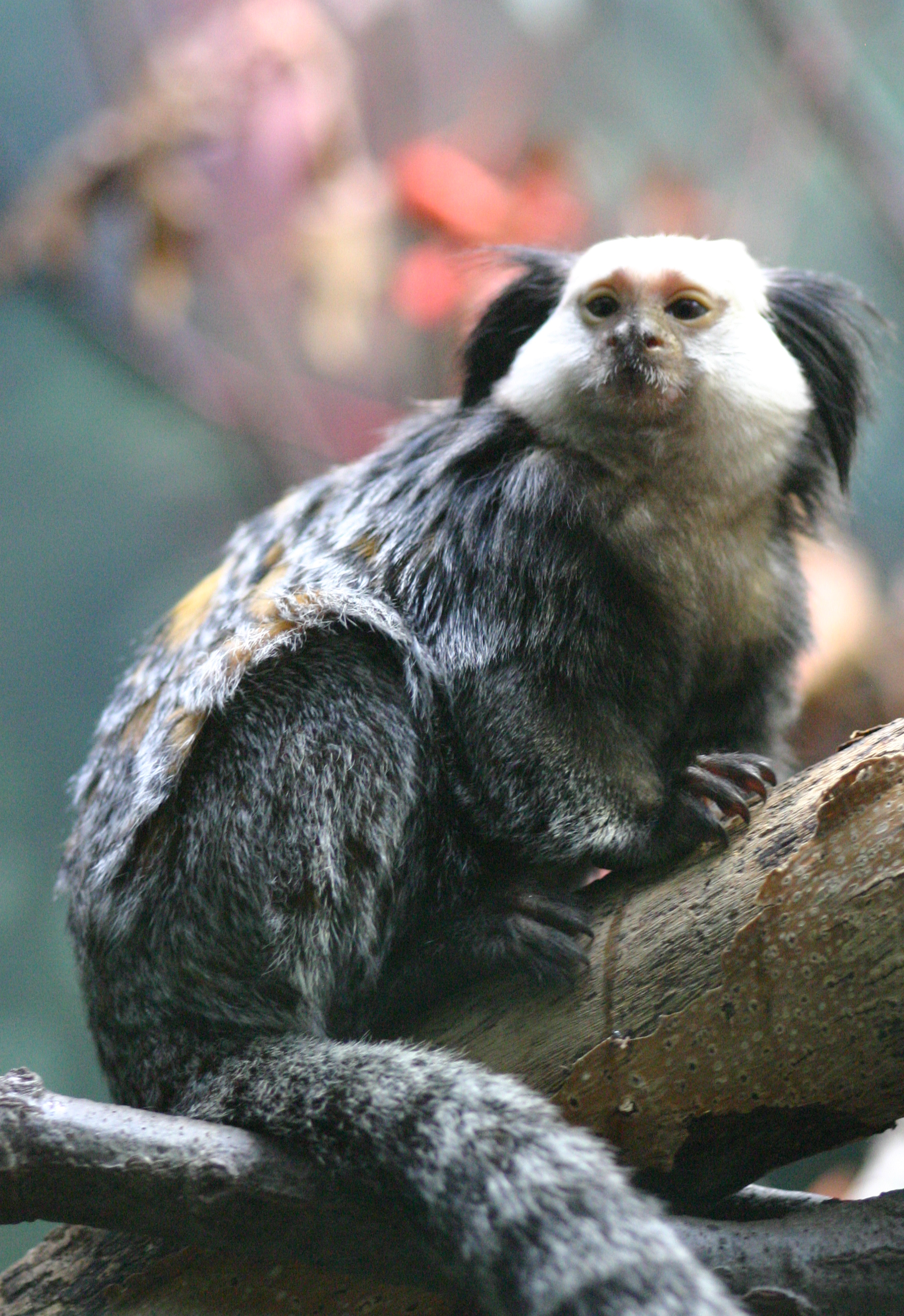
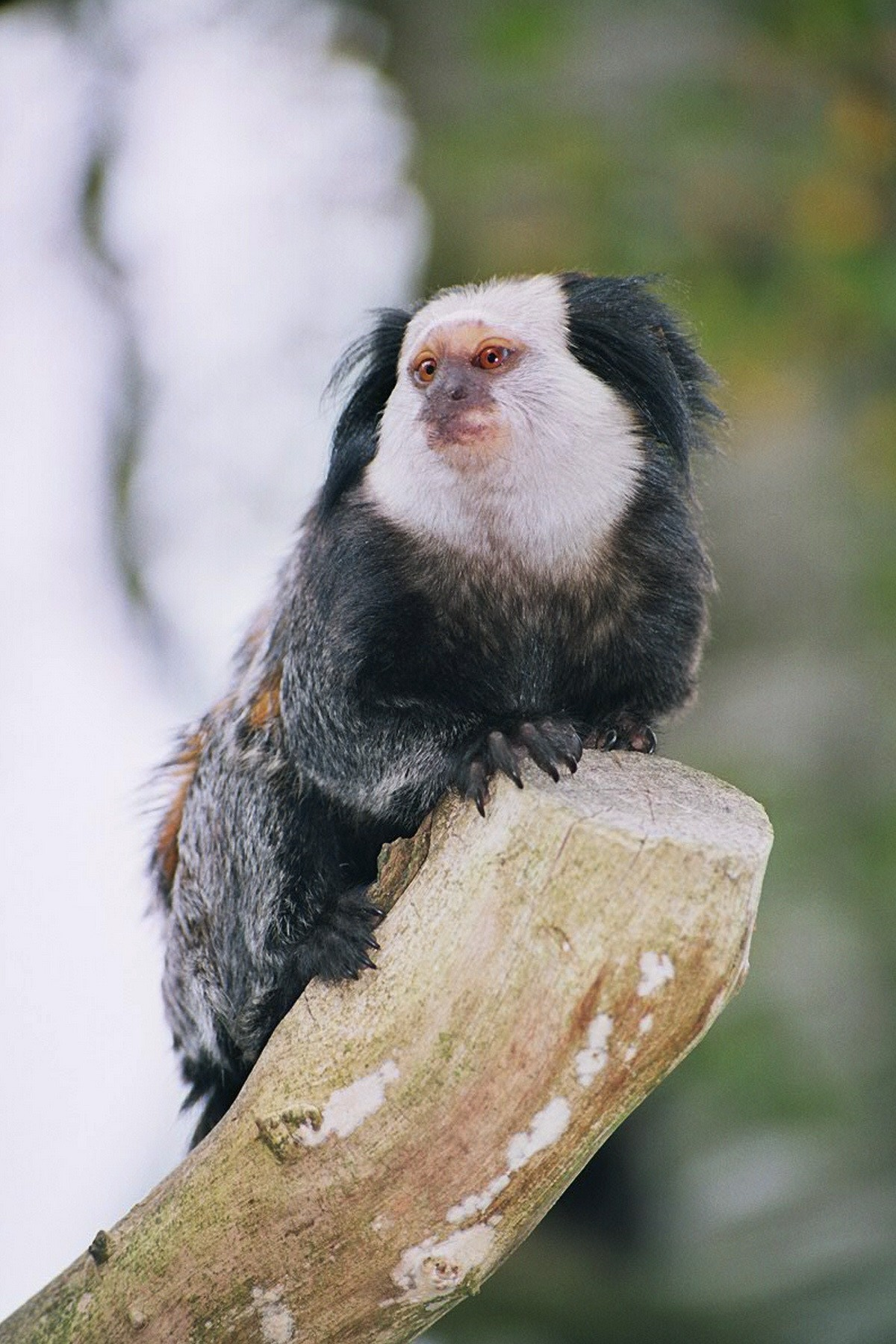
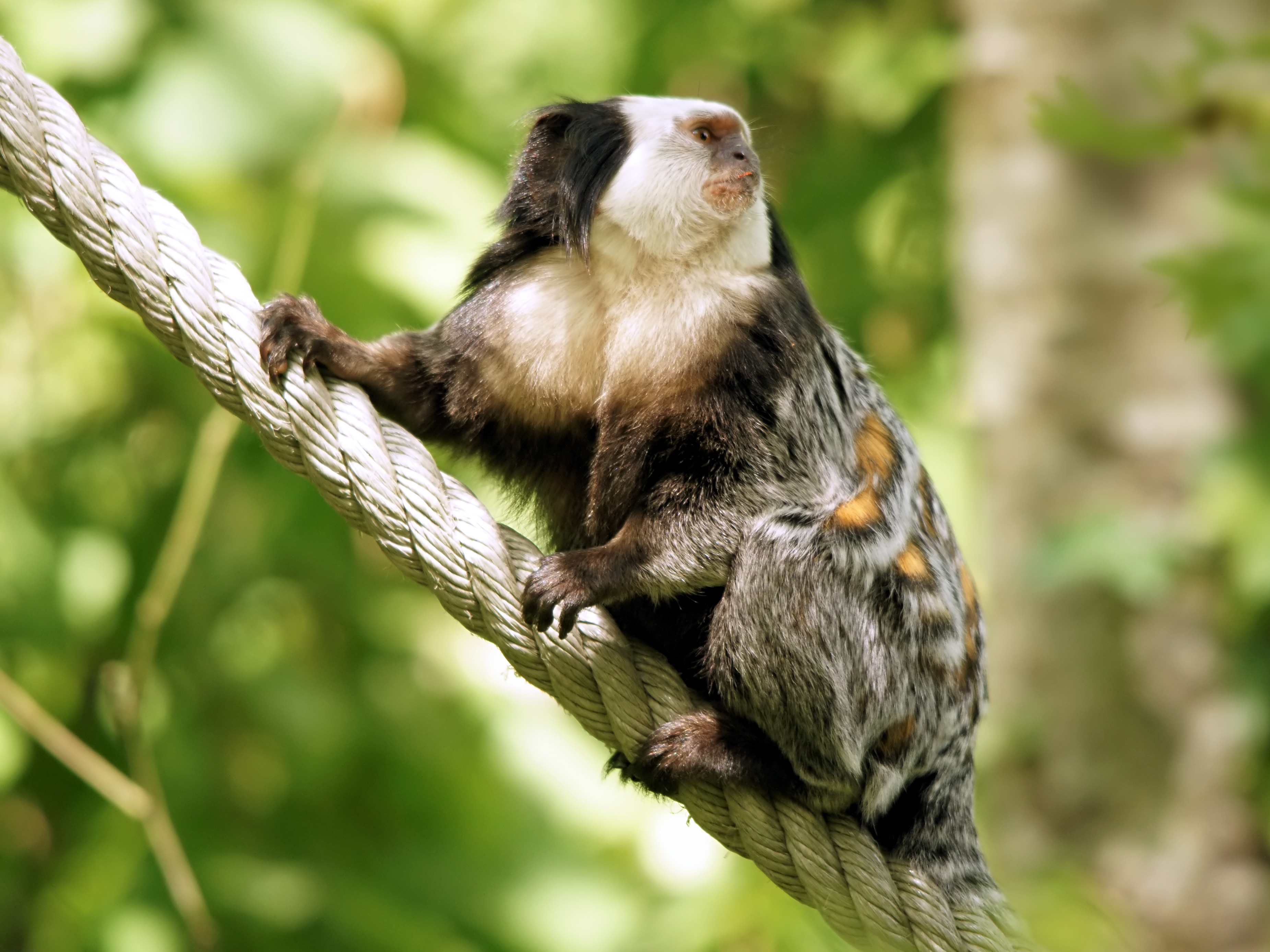
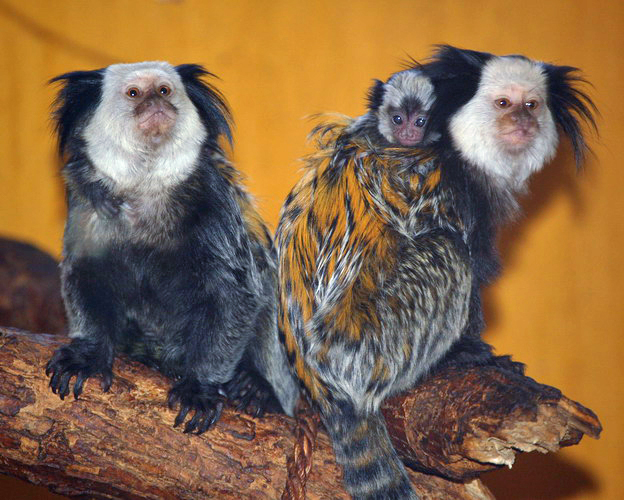